# Exasperação

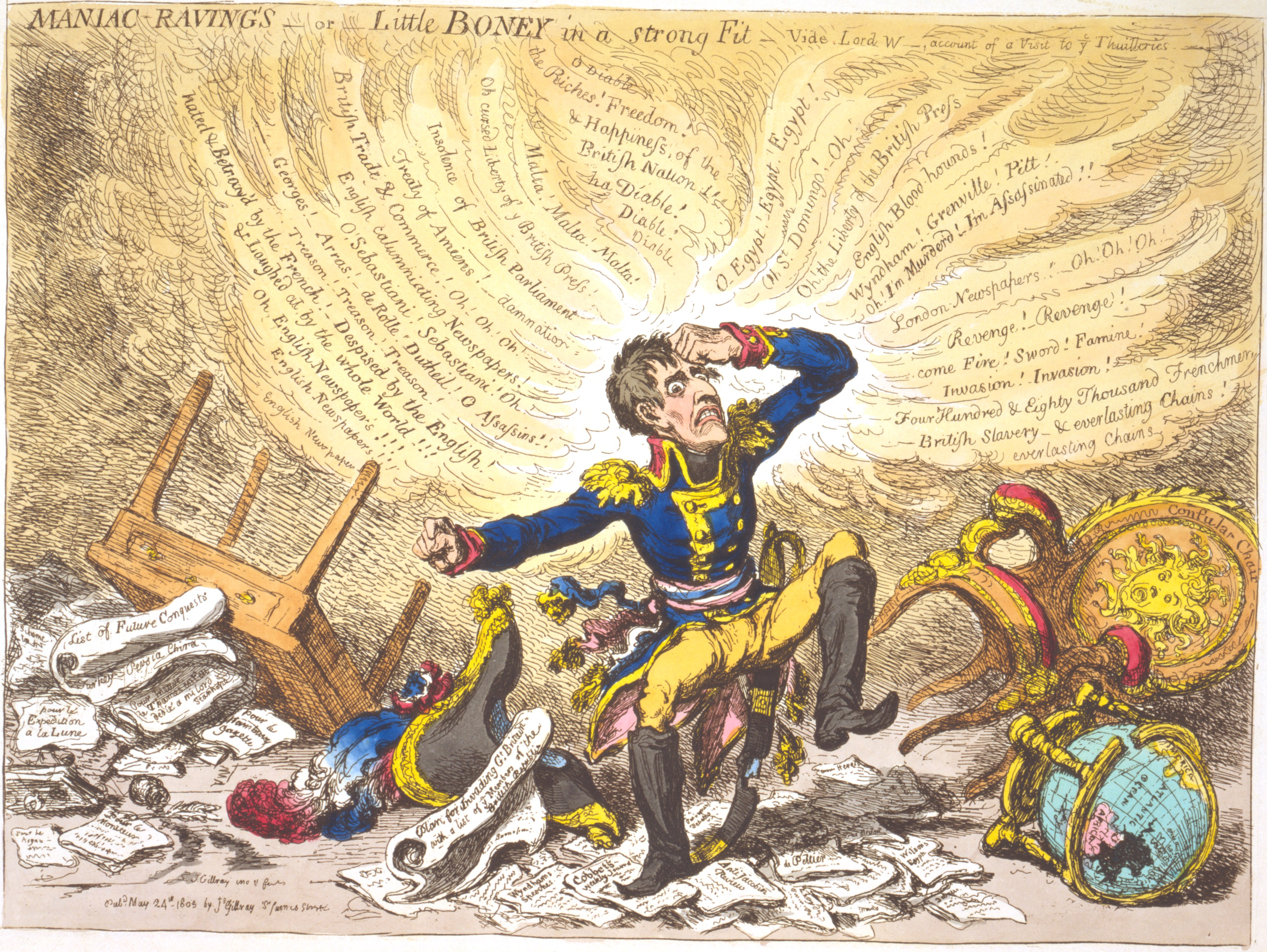
Representação da "exasperação e fúria de Bonaparte perante os ingleses" por James Gillray (1756–1815)

Exasperação (do latim exasperatione) refere-se ao ato de irritar alguém ou a si mesmo ou a um extremo desespero. Porém também pode se referir a um conceito jurídico ou a um conceito médico.

## No processo penal brasileiro
Exasperação, em processo penal, é um sistema de aplicação de duas ou mais penas em que aplica-se a pena a mais grave acrescida de um valor entre um sexto à metade (116,6% a 150%). Aplica-se apenas quando os crimes forem resultado de uma única ação ou omissão. Por exemplo: se para um dos crimes a pena foi 2 anos e para outro a pena foi 3 anos, a pena exasperada será de 3,5 anos a 4,5 anos. Nos crimes dolosos que seguem o entendimento de "crimes continuados", pode-se, a critério do Juiz, observando todas as características do caso concreto, aumentar a pena de um sexto ao triplo, assegurado pelo parágrafo único do artigo 71 do Código Penal Brasileiro. É importante ressaltar que a pena não pode ser superior a soma das penas. O mesmo crime pode resultar em exasperação quando praticado contra várias pessoas ao mesmo tempo. A doutrina identifica essa situação como "concurso formal ou ideal" de penas em oposição ao "concurso material ou real" em que os crimes envolvem múltiplas ações ou omissões.
Outros sistemas de aplicação de pena possíveis são a absorção (apenas a mais grave) e o cumulo material (soma das penas).

### Código Penal Brasileiro
Art. 70 - Quando o agente, mediante uma só ação ou omissão, pratica dois ou mais crimes, idênticos ou não, aplica-se-lhe a mais grave das penas cabíveis ou, se iguais, somente uma delas, mas aumentada, em qualquer caso, de um sexto até metade. As penas aplicam-se, entretanto, cumulativamente, se a ação ou omissão é dolosa e os crimes concorrentes resultam de desígnios autônomos, consoante o disposto no artigo anterior.(Redação dada pela Lei nº 7.209 , de 11.7.1984)
Parágrafo único - Não poderá a pena exceder a que seria cabível pela regra do art. 69 deste Código. (Redação dada pela Lei nº 7.209 , de 11.7.1984)

## Em medicina
Nas ciências da saúde exasperação refere-se tanto a um estado de intensa agitação psicomotora, irritação violenta ou/e de extremo desespero do paciente quanto a um agravamento visível de um sintoma.